# Maison des Babayagas
La casa de las Babayagas es un proyecto original de residencia para mujeres mayores que se encuentra en Montreuil (distrito de París). La iniciativa original fue de Thérèse Clerc, militante feminista francesa.

## Concepto
El proyecto de La Maison de las Babayagas (La Casa de las Babayagas), nombrado a partir del personaje de una bruja de un cuento ruso, propone un enfoque innovador sobre el envejecimiento y los prejuicios asociados a las mujeres de la tercera edad. La idea es efectivamente crear una 'anti-residencia de ancianos' que permite a las mujeres que forman parte de la comunidad tomar las riendas de su propia vida y ayudarse mutuamente para envejecer con salud y alegría.
Organizado por una asociación, se concibe como un lugar de vida que privilegia la autonomía y la democracia participativa. Además, el proyecto incluye una Universidad popular, la UNISAVIE.

## Realización
Thérèse Clerc comenzó a plantearse la idea en 1995, como consecuencia de la muerte de su madre. El proyecto, ya puesto en marcha en 2003, en plena ola de calor en Europa, se topó con numerosas dificultades, sobre todo en términos de financiación. No obstante, acabó por realizarse gracias al empeño de Thérèse Clerc y los numerosos apoyos que recibió. Las obras empezaron en octubre de 2011 y la casa de las Babayagas fue inaugurada en febrero de 2013.
El edificio de seis pisos cuenta con veintiún alojamientos para mujeres de más de 60 años y cuatro para jóvenes de menos de 30 años Las zonas comunes acogen actividades abiertas a las residentes, como talleres de dibujo.

## Escrito
Existe un escrito que fue  elaborado y redactado como fundamento de la vida en esta comunidad afectiva.